# سردرود (ارومیه)
سردرود، روستایی است از توابع بخش مرکزی شهرستان ارومیه و در شهرستان ارومیه استان آذربایجان غربی ایران. زبان اکثر مردم این روستا کردی است و اقلیت ناچیزی نیز به ترکی صحبت می‌کنند.

## جمعیت
این روستا در دهستان ترکمان قرار داشته و بر اساس سرشماری سال ۱۳۸۵ جمعیت آن ۳۰۵ نفر (۶۳ خانوار)
بوده‌است.